# Villaggio Eden
(Gianluca Marino)
Il villaggio Eden è un quartiere di Treviso, situato tra le mura occidentali del centro storico e la località San Giuseppe.
Fu costruito all'inizio del Novecento dall'industriale Graziano Appiani con l'intenzione di realizzare un progetto urbanistico e sociale a favore dei moltissimi lavoratori che si trasferivano in città dalle campagne e dai paesi vicini per lavorare nella sua azienda, la Fabbrica laterizi e fornaci Sistema Privilegiato della Ditta Appiani e C..

## Il progetto
Urbanisticamente l'iniziativa si prefigura come possibile sviluppo della città di Treviso verso ovest, tra le mura e l'antico centro di San Giuseppe, vicino al piccolo scalo ferroviario e stazione di Porta Cavour (l'antica Porta Santi Quaranta) sulla linea Treviso-Vicenza.
L'ambizioso progetto, finalizzato a dare concreta applicazione alle idee dell'economista e sociologo Giuseppe Toniolo, si concretizza in diverse decine di unità abitative per i dipendenti dell'Appiani, nell'Eden Teatro, in un caffè ristoratore, uno stand per il tiro al piccione e uno spaccio-distilleria, nonché nella linea 2 della rete tranviaria urbana.

### Unità abitative
Nelle adiacenze della Fabbrica laterizi e fornaci Sistema Privilegiato della Ditta Appiani e C. vengono costruite due schiere di appartamenti su due piani, la prima costituita da 6 unità abitative e la seconda da 14 più piccole . Ogni casa è identificata dal proprio bel portoncino d'ingresso ed ha sul retro un piccolo orticello per una parziale autosufficienza alimentare delle famiglie.
Le decorazioni applicate alla facciata e degli interni (piastrelle bicrome in gres smaltato e altri elementi laterizi modulari) sono, ovviamente, produzione della fabbrica stessa. Piastrelle contornano le porte, formano zoccolature al piano terreno, fanno fascia tra i piani e sotto il cornicione. Elementi laterizi formano inoltre una ininterrotta balaustra sommitale con statue neoclassicheggianti in terracotta.
In testa alle due schiere, in una loggia, sono poste statue in terracotta che chiudono scenograficamente lo spazio tra la fabbrica, l'adiacente villa Appiani  e le due villette di fronte.

### Eden Teatro
Si è inoltre conservato ed è nuovamente funzionante l'Eden Teatro, pensato dal proprietario della Fabbrica laterizi e fornaci Sistema Privilegiato della Ditta Appiani e C. quale luogo di svago per i propri dipendenti.

### Caffe Ristorante Eden
Con il Caffe Ristorante Eden Appiani ha cercato di fondere il luogo della tradizionale gita con spuntino "fuori porta" della borghesia cittadina, il ritrovo mondano del caffè concerto e il gioco popolare delle bocce, attorniato d tavoli da osteria. 
Nel giardino posto alle spalle del Ristorante venivano organizzati balli popolari, concerti all'aperto e spettacoli pirotecnici.
Completavano il villaggio uno stand per il tiro al piccione e uno spaccio-distilleria.

## Area Appiani
Nel luogo un tempo occupato dalla Fabbrica dell'Appiani sorge ora un vasto complesso ideato dal presidente della Fondazione Cassamarca quale cittadella delle istituzioni al fine di favorire la trasformazione dell'attuale periferia in un vero e proprio cuore moderno della città.
Il progetto, affidato all'architetto svizzero Mario Botta, comprende quattro torri e diversi edifici tra cui anche un auditorium ed una cappella.
A partire dall'inaugurazione della piazza centrale, fulcro dell'intera area, avvenuta nel 2010, sono stati qui trasferiti gli uffici della Questura, dell'Agenzia delle Entrate, della Guardia di Finanza, di Confartigianato e dell'Associazione Industriali.